# 八手三郎
八手 三郎（やつで さぶろう、はって さぶろう）は、東映映像本部テレビプロデューサーの共同ペンネーム。「スーパー戦隊シリーズ」をはじめとする東映制作の特撮テレビドラマ作品の原作者、およびその主題歌などの作詞者として扱われる。

## 概要
1970年代から現在に至るまで、数多くの作品の制作クレジットで（日本版スパイダーマンや、『超電磁ロボ コン・バトラーV』をはじめとする東映が直接制作を手がけていたテレビアニメ作品も含め）「原作」としてほぼ最初に表示されるが、単独の個人（自然人）の名義ではない。『動物戦隊ジュウオウジャー』公式サイトのインタビュー記事では、「時代とともに身体と顔が変わる特異体質」「顔年齢はもちろん、性別が変わることもある」とされている。
元々は、『仮面ライダーZX』までの「仮面ライダーシリーズ」などを手がけた東映テレビ部プロデューサーの平山亨のペンネームである。彼が東映京都撮影所の演出部に所属していた当時、他社の作品を手がける際に「東映の社員が他社の作品で名前を出すのはまずい」という考えから使用されたもので、その後1976年あたりから東映テレビ部を指す名称となる。平山は1990年に東映を定年退職したが、この名義は彼が所属していた東映テレビ事業部、後には機構改革により映像本部テレビプロデューサー集団の共同ペンネームとなり、2024年現在も引き続き使われている。
ブラザー劇場版『水戸黄門』や一部の「スーパー戦隊シリーズ」では脚本家名としてクレジットされる。1984年の『星雲仮面マシンマン』最終話（総集編）では監督としてクレジットされている。
2012年および2013年に放送されたパロディ特撮作品『非公認戦隊アキバレンジャー』では作品中のキャラクターとして登場するが、同作品では合同ペンネームではなく単一の人物、かつ物語を左右するキーパーソンとして登場しているうえ、作中では顔がはっきり映っておらず、台詞は1回だけ作中キャラクターに憑依してしゃべるという形式が取られた（実際に演じた俳優についても言及はなされていない）。2016年制作の『動物戦隊ジュウオウジャー スーパー動物大戦』（『ジュウオウジャー』Blu-ray COLLECTIONの映像特典作品）で八手三郎（はってさぶろう）がカメオ出演した際には、当時の東映テレビ・プロダクション代表取締役社長であった日笠淳がこれを演じている。

## 名前の由来・読み方
由来は平山がプロデューサーからの催促の電話を受けたときの返事「やって候」（「やってますよ」を時代劇調にしたもの）から。アニメ『超電磁マシーン ボルテスV』で剛日吉を演じた声優の小原乃梨子の著書においては「やってみろ」の転化であるとされている。
読み方については資料によって「やつで さぶろう」もしくは「はって さぶろう」とばらつきがあるが、平山自身は「やつで さぶろう」と読むつもりでつけたとしている。スーパー戦隊シリーズを海外向けにリメイクした「パワーレンジャーシリーズ」では、リメイク元の原作者として、『ニンジャストーム』の第3話までローマ字表記で「SABURO YATSUDE」（やつで さぶろう）、その後は『スーパーメガフォース』まで「SABURO HATTE」（はって さぶろう）とクレジットされており、『アキバレンジャー』『スーパー動物大戦』では登場人物に「はって さぶろう」と呼称されている。「なんでもやってみよう」という意味から「やって みろ」とも読める。

## 主な作品

### 原作
- ザ・カゲスター（1976年）
- 忍者キャプター（1976年 - 1977年）
- 長浜ロマンロボシリーズ（1976年 - 1980年）
- スパイダーマン（日本版）（1978年 - 1979年）
- スーパー戦隊シリーズ（「八手」名義としては『バトルフィーバーJ』以降。1979年 - ）
- 未来ロボ ダルタニアス（1979年 - 1980年）
- 宇宙大帝ゴッドシグマ（1980年 - 1981年）
- 百獣王ゴライオン（1981年 - 1982年）
- 機甲艦隊ダイラガーXV（1982年 - 1983年）
- メタルヒーローシリーズ（1982年 - 1999年）
- 光速電神アルベガス（1983年 - 1984年）
- ビデオ戦士レザリオン（1984年 - 1985年）
- 超光戦士シャンゼリオン（1996年）
- 非公認戦隊アキバレンジャー（2012年、2013年）

### 脚本
- それからの武蔵
- 水戸黄門
- 天装戦隊ゴセイジャー epic19・33（2010年）
- 機界戦隊ゼンカイジャー スピンオフ ゼンカイレッド大紹介！（2021年）
- 機界戦隊ゼンカイジャー 第25カイ！（2021年）
- 暴太郎戦隊ドンブラザーズ meets 仮面ライダー電王 目指せ！ドン王（2022年）
- 暴太郎戦隊ドンブラザーズ ドン26話（2022年）
- 冥黒の三姉妹プレゼンツ 仮面ライダーガッチャード 未完計画（企画・脚本、2023年）[6]
- ナンバーワン戦隊ゴジュウジャー アニバーサリー討論会（2025年）
- 仮面ライダーガヴ 第44話（2025年）

### 監修
- 真の安らぎはこの世になく -シン・仮面ライダー SHOCKER SIDE-（2023年 - 2025年）

### 作詞
昭和仮面ライダーシリーズなど初期の作詞は概ね平山亨であるとされ、主に副主題歌（エンディングテーマ）を担当した。
「駆けろ!スパイダーマン」は平山亨が、「誓いのバラード」は吉川進が作詞したことが『スパイダーマン』DVD-BOXの特典解説書で明かされている。
また白倉伸一郎は「大獣神のうた」「ドラゴンシーザーのうた」「俺たち無敵さ!!ダイレンジャー」「龍星王〜大連王のテーマ〜」の作詞を担当したことをTwitter上で自ら明かしている。
- 「仮面ライダーのうた」（歌：藤浩一、メール・ハーモニー）- 『仮面ライダー』エンディング
- 「ぼくらのバロム・1」（歌：水木一郎、コロムビアゆりかご会）- 『超人バロム・1』オープニング
- 「友情のバロムクロス」（歌：水木一郎、コロムビアゆりかご会） - 『超人バロム・1』エンディング
- 「われらは忍者」（歌：水木一郎、コロムビアゆりかご会） - 『変身忍者 嵐』エンディング
- 「戦え!!人造人間キカイダー」（歌：秀夕木、コロムビアゆりかご会）- 『人造人間キカイダー』エンディング
- 「少年仮面ライダー隊の歌」（歌：水木一郎、コロムビアゆりかご会）- 『仮面ライダーV3』エンディング
- 「01ロック」（歌：子門真人）- 『キカイダー01』エンディング
- 「おれはXカイゾーグ」（歌：水木一郎）- 『仮面ライダーX』エンディング
- 「おいらロボット世界一（ロボコン・ロボット世界一）」（歌：水木一郎、コロムビアゆりかご会）- 『がんばれ!!ロボコン』エンディング
- 「ロボコンガッツラコン」（歌：水木一郎、山上万智子）- 『がんばれ!!ロボコン』エンディング
- 「ロボコン音頭」（歌：水木一郎、山上万智子、コロムビアゆりかご会）- 『がんばれ!!ロボコン』エンディング
- 「アマゾンダダダ!!」（歌：子門真人、コロムビアゆりかご会）- 『仮面ライダーアマゾン』エンディング
- 「仮面ライダーストロンガーのうた」（歌：水木一郎）- 『仮面ライダーストロンガー』オープニング
- 「きょうもたたかうストロンガー」（歌：水木一郎、堀江美都子）- 『仮面ライダーストロンガー』エンディング
- 「ストロンガーアクション」（歌：水木一郎、堀江美都子）- 『仮面ライダーストロンガー』エンディング
- 「秘密戦隊ゴレンジャー」（歌：ささきいさお、こおろぎ'73）- 『秘密戦隊ゴレンジャー』エンディング
- 「男はひとり道をゆく」（歌：水木一郎）- 『快傑ズバット』エンディング
- 「二人の地平線」（歌：宮内洋）- 『快傑ズバット』挿入歌
- 「いつか、花は咲くだろう」（歌：ささきいさお）- 『ジャッカー電撃隊』エンディング
- 「J.A.K.Q.進めジャッカー」（歌：ささきいさお、こおろぎ'73、ザ・チャープス）- 『ジャッカー電撃隊』挿入歌
- 「スペードエース若き獅子」（歌：ささきいさお、ザ・チャープス）- 『ジャッカー電撃隊』挿入歌
- 「ジャッカーマシンロック」（歌：ささきいさお）- 『ジャッカー電撃隊』挿入歌
- 「行け!スカイエース」（歌：ささきいさお、こおろぎ'73）- 『ジャッカー電撃隊』挿入歌
- 「ジャッカー愛のテーマ」（歌：ささきいさお）- 『ジャッカー電撃隊』挿入歌
- 「われらの命 ソロン号」(歌:堀江美都子、コロムビアゆりかご会) - 『氷河戦士ガイスラッガー』エンディング
- 「激走!ルーベンカイザー」（歌：ささきいさお、こおろぎ'73）- 『激走!ルーベンカイザー』オープニング
- 「おまえが選んだ道だから」（歌：ささきいさお）- 『激走!ルーベンカイザー』エンディング
- 「駆けろ!スパイダーマン」（歌：ヒデ夕樹）- 『スパイダーマン』オープニング
- 「誓いのバラード」（歌：ヒデ夕樹）- 『スパイダーマン』エンディング
- 「はるかなる愛にかけて」（歌：水木一郎、こおろぎ'73）- 『仮面ライダー (スカイライダー)』エンディング
- 「輝け!8人ライダー」（歌：ささきいさお）- 『仮面ライダー (スカイライダー)』エンディング
- 「チックル・チーコのチャチャチャ」（歌：堀江美都子、コロムビアゆりかご会）- 『魔女っ子チックル』エンディング
- 「勇者が行く」（歌：MoJo）- 『バトルフィーバーJ』エンディング
- 「いつの日か」（歌：こおろぎ'73）- 『サイボーグ009』エンディング
- 「火を噴けライダー拳」（歌：高杉俊价、こおろぎ'73）- 『仮面ライダースーパー1』エンディング
- 「赤い夕陽のバラバラマン」（歌：斎藤晴彦、こおろぎ'73）- 『ロボット8ちゃん』エンディング
- 「出撃!ゴーグルロボ」 （歌：MoJo、こおろぎ'73）- 『大戦隊ゴーグルファイブ』挿入歌
- 「俺のハートは夢じかけ」（歌：MoJo）- 『科学戦隊ダイナマン』挿入歌
- 「ゴーゴーダイナロボ」（歌：MoJo）- 『科学戦隊ダイナマン』挿入歌
- 「FORGET MEMORIE'S」（歌：串田アキラ）- 『仮面ライダーZX』イメージソング
- 「俺達バイオマン」（歌：宮内タカユキ、こおろぎ'73）- 『超電子バイオマン』挿入歌
- 「バイオロボの歌」（歌：宮内タカユキ）- 『超電子バイオマン』挿入歌
- 「輝け! チェンジマン」（歌：KAGE）- 『電撃戦隊チェンジマン』挿入歌
- 「ファイト! チェンジロボ」（歌：KAGE）- 『電撃戦隊チェンジマン』挿入歌
- 「輝け! フラッシュキング」（歌：宮内タカユキ）- 『超新星フラッシュマン』挿入歌
- 「オーラに輝け!グレートファイブ」（歌：影山ヒロノブ）- 『光戦隊マスクマン』挿入歌
- 「出してみようぜ!オーラパワー」（歌：影山ヒロノブ）- 『光戦隊マスクマン』挿入歌
- 「ダッシュ! ライブロボ」（歌：茅弘二）- 『超獣戦隊ライブマン』挿入歌
- 「ライブボクサーの歌」（歌：茅弘二）- 『超獣戦隊ライブマン』挿入歌
- 「明日にアクセル! ターボロボ」（歌：茅弘二）- 『高速戦隊ターボレンジャー』挿入歌
- 「タックル! ターボラガー」（歌：石原慎一）- 『高速戦隊ターボレンジャー』挿入歌
- 「五つの心でファイブロボ」（歌：影山ヒロノブ）- 『地球戦隊ファイブマン』挿入歌
- 「兄弟ロボだぜ! スターファイブ」（歌：高原兄）- 『地球戦隊ファイブマン』挿入歌
- 「鳥になろうよ」（歌：副島俊直、SHINES）- 『鳥人戦隊ジェットマン』挿入歌
- 「ジェットイカロス 無敵ロボ!」（歌：影山ヒロノブ）- 『鳥人戦隊ジェットマン』挿入歌
- 「ジェットガルーダ鳥のロボ」（歌：影山ヒロノブ）- 『鳥人戦隊ジェットマン』挿入歌
- 「大獣神のうた」（歌：Ju-project）- 『恐竜戦隊ジュウレンジャー』挿入歌
- 「ドラゴンシーザーのうた」（歌：Funky Y.K.）- 『恐竜戦隊ジュウレンジャー』挿入歌
- 「五星戦隊ダイレンジャー」（歌：NewJACK拓郎）- 『五星戦隊ダイレンジャー』オープニング
- 「俺たち無敵さ!!ダイレンジャー」（歌：NewJACK拓郎）- 『五星戦隊ダイレンジャー』エンディング
- 「龍星王〜大連王のテーマ〜」（歌：Funky Y.K.）- 『五星戦隊ダイレンジャー』挿入歌
- 「ウォンタイガーの歌」（歌：樫原伸彦）- 『五星戦隊ダイレンジャー』挿入歌
- 「イントゥ デンジャー カクレンジャー」（歌：宮内タカユキ）- 『忍者戦隊カクレンジャー』挿入歌
- 「忍者でいこう! デデンのデン」（歌：宮内タカユキ）- 『忍者戦隊カクレンジャー』挿入歌
- 「無敵将軍、只今参上!」（歌：宮内タカユキ）- 『忍者戦隊カクレンジャー』挿入歌
- 「出たぞ! 隠大将軍!!」（歌：影山ヒロノブ）- 『忍者戦隊カクレンジャー』挿入歌
- 「オーレ!オーレンジャー」（歌：速水けんたろう）- 『超力戦隊オーレンジャー』オープニング
- 「緊急発進!!オーレンジャー」（歌：速水けんたろう）- 『超力戦隊オーレンジャー』エンディング
- 「超力合体!! オーレンジャーロボ」（歌：速水けんたろう）- 『超力戦隊オーレンジャー』挿入歌
- 「輝きの舞い」（歌：佐々木真里）- 『超力戦隊オーレンジャー』挿入歌
- 「アクション! オーレンジャー」（歌：速水けんたろう）- 『超力戦隊オーレンジャー』挿入歌
- 「アチャ・コチャ・チャチャチャ」（歌：アチャ（肝付兼太）、コチャ（安達忍））- 『超力戦隊オーレンジャー』挿入歌
- 「真っ赤な闘魂! レッドパンチャー!!」（歌：影山ヒロノブ）- 『超力戦隊オーレンジャー』挿入歌
- 「うたおう! 交通安全　〜カーレンジャーになれるんジャー〜」（歌：山野さと子、森の木児童合唱団）- 『激走戦隊カーレンジャー』挿入歌
- 「どこまでも、いつまでも」（歌：渕上祥人）- 『激走戦隊カーレンジャー』挿入歌
- 「電磁戦隊メガレンジャー」（歌：風雅なおと）- 『電磁戦隊メガレンジャー』オープニング
- 「気のせいかな」（歌：風雅なおと）- 『電磁戦隊メガレンジャー』エンディング
- 「踊ろよバトル〜オレたちのすべて〜」（歌：KAT）- 『電磁戦隊メガレンジャー』挿入歌
- 「清く正しくカブタック」（歌：草尾毅）- 『ビーロボカブタック』オープニング
- 「タイムシャドウ 〜姿なく、音もなく〜」（歌：山形ユキオ）- 『未来戦隊タイムレンジャー』挿入歌
- 「サンバ de ガオレン」（歌：水木一郎 with ガオレンジャーズ（金子昇・堀江慶・柴木丈瑠・酒井一圭・竹内実生））- 『百獣戦隊ガオレンジャー』挿入歌
- 「旋風神、推参!」（歌：TOMONARI）- 『忍風戦隊ハリケンジャー』挿入歌
- 「忍風館校歌」（歌：忍風館歌忍隊）- 『忍風戦隊ハリケンジャー』挿入歌
- 「忍び恋」（歌：野乃七海（長澤奈央））- 『忍風戦隊ハリケンジャー』挿入歌
- 「ハリケン音頭」（歌：朝川ひろこ）- 『忍風戦隊ハリケンジャー』挿入歌
- 「爆竜合体! アバレンオー」（歌：遠藤正明）- 『爆竜戦隊アバレンジャー』挿入歌
- 「ダイノガッツがとまらない」（歌：影山ヒロノブ）- 『爆竜戦隊アバレンジャー』挿入歌
- 「爆竜マンボDEテラ!ケラ!プラ!」（歌：爆竜スターズ（長嶝高士・宮田幸季・篠原恵美））- 『爆竜戦隊アバレンジャー』挿入歌
- 「気分はMAX!」（歌：串田アキラ）- 『爆竜戦隊アバレンジャー』挿入歌
- 「ビルドアップ! デカレンジャーロボ」（歌：高取ヒデアキ）- 『特捜戦隊デカレンジャー』挿入歌
- 「轟轟合体! ダイボウケン!!」（歌：宮内タカユキ）- 『轟轟戦隊ボウケンジャー』挿入歌
- 「FLY OUT! ULTIMATE DAIBOUKEN」（歌：串田アキラ）- 『轟轟戦隊ボウケンジャー』挿入歌
- 「希望のサイレンビルダー」（歌：MoJo）- 『轟轟戦隊ボウケンジャー』挿入歌
- 「NEVER ENDING VOYAGE」（歌：水木一郎）- 『轟轟戦隊ボウケンジャー』挿入歌
- 「Just feel it 〜明日のために〜」（歌：Sister MAYO）- 『獣拳戦隊ゲキレンジャー』挿入歌
- 「炎神ファーストラップ-Type Normal-」（歌：Project.R（谷本貴義・Sister MAYO・大石憲一郎） with炎神キッズ）- 『炎神戦隊ゴーオンジャー』エンディング
  - （マイクスギヤマと共同）
- 「鬪え! そして糧を得よ!」（歌：高取ヒデアキ） - 『天装戦隊ゴセイジャー』挿入歌
- 「降臨! ゴセイグレート」（歌：NoB） - 『天装戦隊ゴセイジャー』挿入歌
- 「撃て! その殻を打ち破れ!」（歌：谷本貴義） - 『天装戦隊ゴセイジャー』挿入歌
- 「フェスティバル」（歌：串田アキラ） - 『天装戦隊ゴセイジャー』挿入歌
- 「ゴセイナイトは許さない」（歌：宮内タカユキ） - 『天装戦隊ゴセイジャー』挿入歌
- 「ドラスティック・グランディオン」（歌：水木一郎） - 『天装戦隊ゴセイジャー』挿入歌
- 「夢 Dream」（歌：和田慎太郎） - 『天装戦隊ゴセイジャー』挿入歌
- 「ゴセイアルティメット〜希望の樹の華」（歌：NoB） - 『天装戦隊ゴセイジャー』挿入歌
- 「Over The Rainbow」（歌：ゴセイジャー（千葉雄大・さとう里香・浜尾京介・にわみきほ・小野健斗）） - 『天装戦隊ゴセイジャー』挿入歌
- 「バーサス! スーパー戦隊」（歌：Project.R（高取ヒデアキ・YOFFY・谷本貴義）- 『スーパー戦隊VSシリーズ劇場』主題歌
- 「KANZEN TREASURE」（歌：水木一郎）- 『海賊戦隊ゴーカイジャー』挿入歌
- 「ザンギャックゲッター」（歌：Project.R with ZANGYACK）- 『海賊戦隊ゴーカイジャー』イメージソング
  - （荒川稔久、藤林聖子と共同）
- 「バスターマシン、発進せよ! 」（歌：山形ユキオ）- 『特命戦隊ゴーバスターズ』挿入歌
- 「ジュマペル エンター」（歌：エンター（陳内将））- 『特命戦隊ゴーバスターズ』キャラクターソング
- 「みんな集まれ! キョウリュウジャー」（歌：高取ヒデアキ）- 『獣電戦隊キョウリュウジャー』エンディング
  - （高取ヒデアキと共同）
- 「勇気バクレツ」（歌：串田アキラ、五條真由美）- 『獣電戦隊キョウリュウジャー』挿入歌
- 「超進化!! キョウリュウ・ビート」（歌：鎌田章吾）- 『獣電戦隊キョウリュウジャー』挿入歌
- 「The Braves 〜竜の道を継ぐ者」（歌：高橋秀幸、松原剛志、吉田仁美）- 『獣電戦隊キョウリュウジャー』挿入歌
- 「出陣！ドンオニタイジン」（歌：濱野大輝） - 『暴太郎戦隊ドンブラザーズ』挿入歌
- 「燃えろ!虎龍攻神!」（歌：NewJack拓郎） - 『暴太郎戦隊ドンブラザーズ』挿入歌